# Exorista manifesta
Exorista manifesta là một loài ruồi trong họ Tachinidae.